# 함양경찰서
함양경찰서(咸陽警察署, Hamyang Police Station)는 경상남도경찰청이 관할하는 경찰서 중 하나이다. 경상남도 함양군 일대를 관할한다. 경상남도 함양군 함양읍 학사루길 12(운림리 46-2)에 위치하고 있다.
서장은 총경으로 보한다.

## 기본 정보
- 주소: 경상남도 함양군 함양읍 학사루길 12(운림리 46-2)
- 우편번호: 676-806

## 관할 파출소 및 지구대
함양경찰서는 7개의 파출소를 산하에 두고 있다.
| 명칭       | 사진 | 주소                 | 관할구역       | 치안센터                  |
| ---------- | ---- | -------------------- | -------------- | ------------------------- |
| 읍내파출소 |      | 함양읍 고운로 79     | 함양읍         |                           |
| 안의파출소 |      | 안의면 금성길 15     | 안의면         |                           |
| 수동파출소 |      | 수동면 수동길 11     | 수동면, 지곡면 | 수동치안센터 지곡치안센터 |
| 서상파출소 |      | 서상면 서상로 299-1  | 서상면, 서하면 | 서하치안센터              |
| 유림파출소 |      | 유림면 천왕봉로 2883 | 유림면, 휴천면 | 휴천치안센터              |
| 마천파출소 |      | 마천면 천왕봉로 1157 | 마천면         |                           |
| 백전파출소 |      | 백전면 구산대안로 10 | 백전면, 병곡면 | 병곡치안센터              |